# Saltfjellet
Saltfjellet, ou Saltoduottar en same du Sud, est un sous-ensemble des Alpes scandinaves situé à la frontière des districts d'Helgeland et de Salten, dans le comté de Nordland, en Norvège. La zone s'étend de la côte de la mer de Norvège à l'ouest à la frontière suédoise à l'est. Son point culminant est l'Ølfjellet, atteignant une altitude de 1 751 m. Le glacier Svartisen, deuxième plus vaste glacier de Norvège, se situe dans cette zone, près de la côte. Une partie de Saltfjellet est protégée dans le parc national de Saltfjellet-Svartisen.

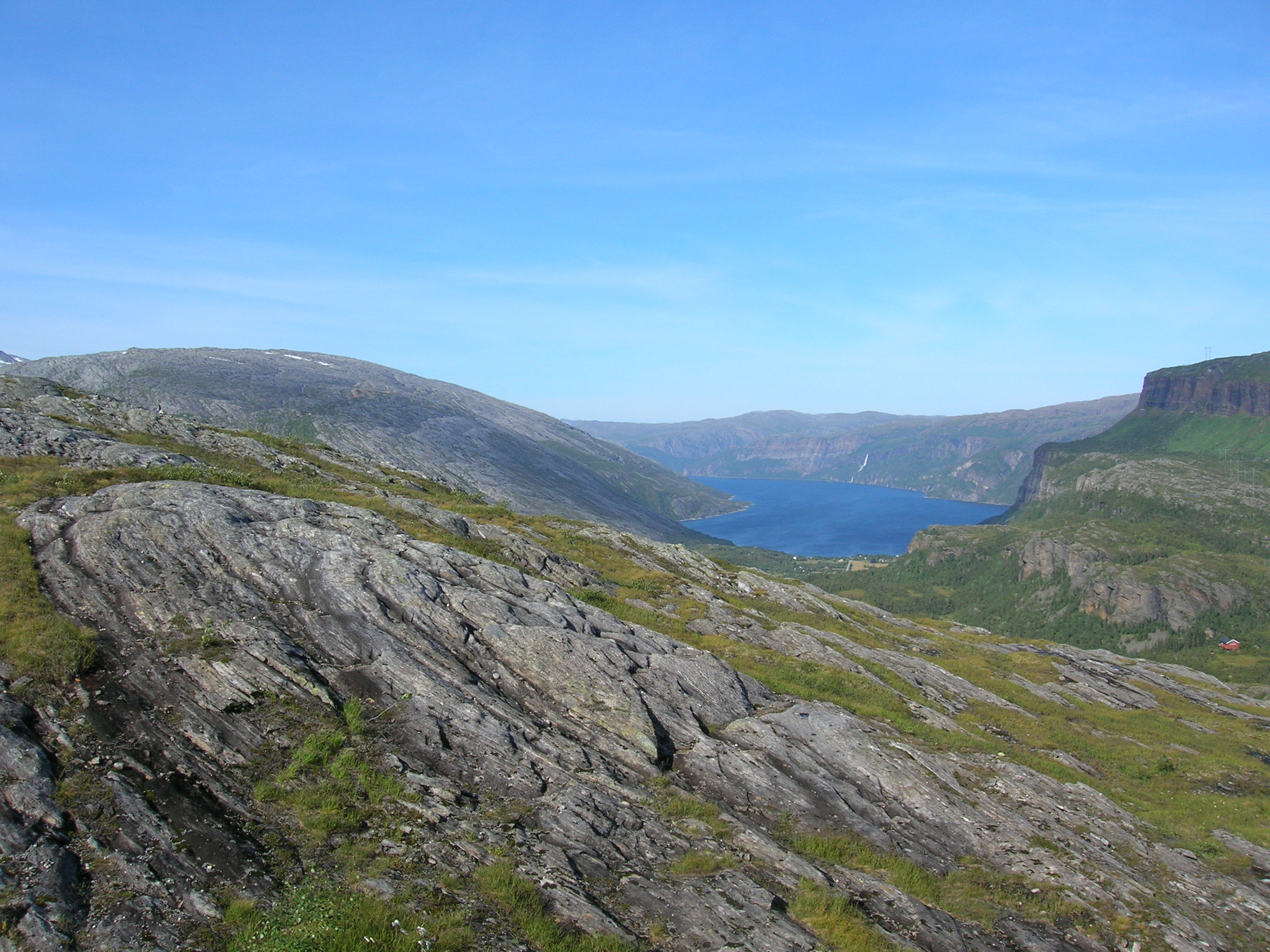
Vue du fjord Melfjord dans la partie sud de Saltfjellet.

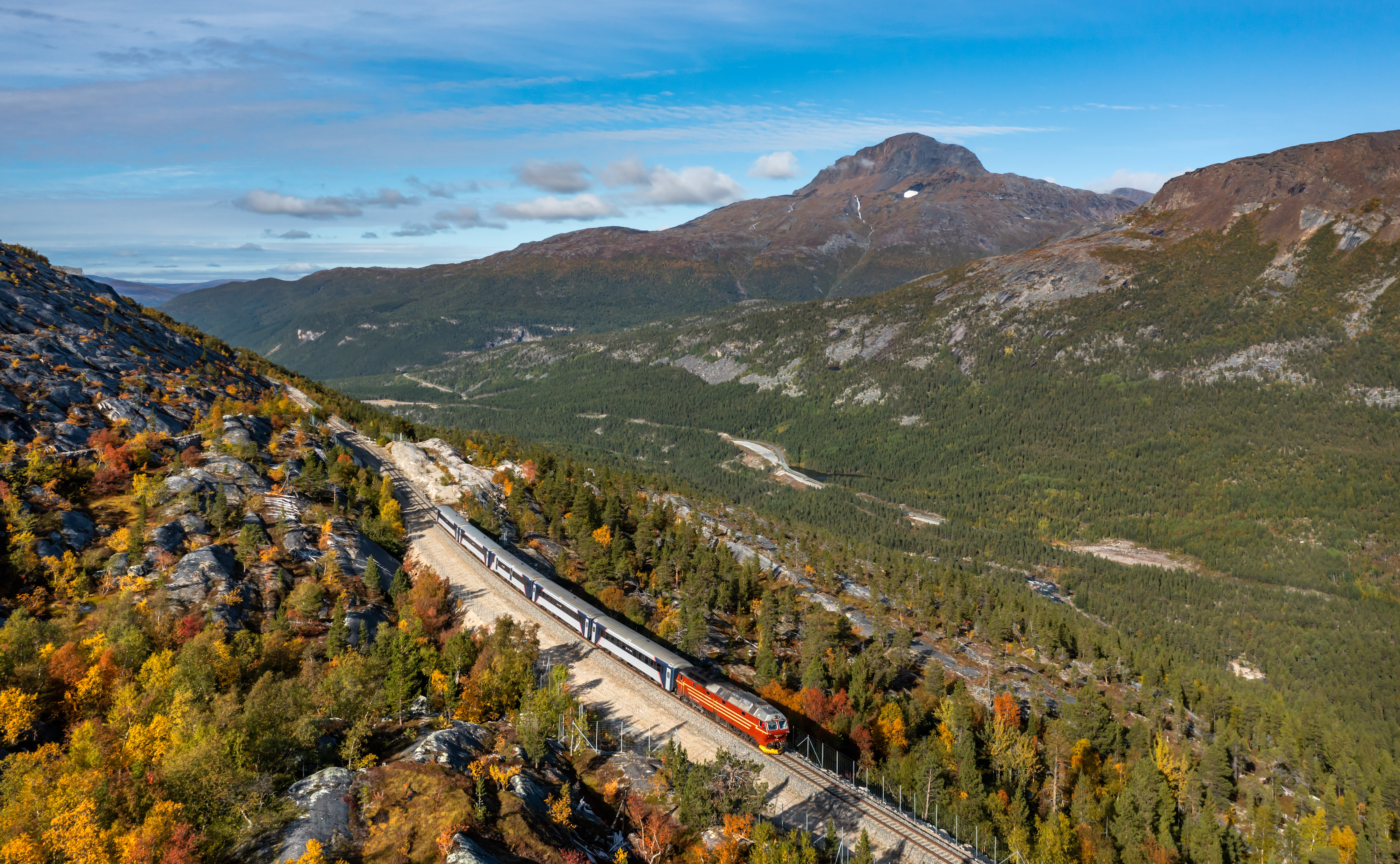
Un train de la ligne du Nordland en train de franchir le Saltfjellet, entre Røkland et Lønsdal.